# Nyárádkarácson
Nyárádkarácson (románul Crăciunești, németül Christendorf) falu Romániában Maros megyében, Nyárádkarácson község központja.

## Fekvése
Az Alsó-Nyárádmente egyik községközpontja a Nyárád jobb partján, Nyárádtőtől 14 km-re keletre. A község a Marosvásárhely Metropoliszövezethez tartozik.

## Népessége
1910-ben 646, többségben magyar lakosa volt, jelentős cigány kisebbséggel. A trianoni békeszerződésig Maros-Torda vármegye Marosi alsó járásához tartozott. 1992-ben 2464 lakosából 1852 magyar, 589 cigány és 23 román volt.
2002-ben a községnek 4348 lakosából 3169 magyar, 1071 cigány és 108 román volt.

## Története
- 1444-ben Karachonfalwa néven említik először.
- 1602-ben már iskolája volt.
- 1968-ban Nyárádkarácson néven vált községközponttá Csiba, Folyfalva, Káposztásszentmiklós és Karácsonfalva összeolvadásával.
- 2006-ban e településrészek újból külön településekké alakultak a községen belül.[3][4]

## Látnivalók
- Református temploma 1810-ben épült a középkori templom helyére. A falunak ortodox temploma is van.
- A faluban a Sasa családnak volt egykor kastélya, amely később a Toldalagiaké lett, alapjait a 19. század közepén tárták fel.

## Híres emberek
- Itt született 1956. február 23-án Bálint Zsombor képzőművész.[5]